# Valdemarín
Valdemarín es un barrio del distrito de Moncloa - Aravaca de Madrid. Limita al norte con la tapia del monte de El Pardo y la calle Príncipe de Viana, al este con las vallas del Hipódromo de la Zarzuela, al sur con la carretera A-6 y con la calle Proción al oeste.

## Transportes

### Cercanías Madrid
Ninguna estación da servicio al barrio. Las más cercanas son Aravaca (C-7 y C-10, barrio de Aravaca), a la que se puede llegar mediante la línea 161 de la EMT y El Barrial - Centro Comercial Pozuelo (C-7 y C-10, barrio de El Plantío), a la que se puede llegar mediante la línea 162.

### Metro de Madrid / Metro Ligero
El barrio no posee ninguna parada de metro ni metro ligero. Las más cercanas son Moncloa (líneas 3 y 6) a la que se puede llegar mediante los buses 161 y 162, y Estación de Aravaca (línea ML2) mediante la línea 161.

### Autobuses

#### Líneas urbanas
Prestan servicio al barrio:
| Línea | Terminales            |
| ----- | --------------------- |
| 161   | Moncloa – Aravaca Sur |
| 162   | Moncloa – El Barrial  |
| N28   | Moncloa – Aravaca     |

## Centros Educativos
En el barrio de Valdemarín se encuentran varios centros educativos tales como The English Montessori School, Stella Maris College, Colegio Estudio y Mater Salvatoris.También se encuentra el Centro Universitario La Salle.

## Centros Médicos
El barrio dispone de un hospital privado, el Hospital Universitario Vithas Madrid Aravaca.
- Datos: Q10388725
- Multimedia: Valdemarín neighborhood, Madrid / Q10388725